# Горностай Петро Сидорович
Петро́ Си́дорович Горностай (* 5 липня 1923, село Іванківці Бердичівського району Житомирської області — † 11 березня 2005, Житомир) — український психолог, ректор (1973—1986) і почесний професор Житомирського державного університету, кандидат психологічних наук. Батько психолога П. П. Горностая

## Біографія
Петро Сидорович Горностай народився в селянській багатодітній родині. Рано залишився без батька, який помер 1933 року під час Голодомору.

### Участь у Другій світовій війні
Початок самостійного життєвого шляху П. С. Горностая збігся з початком Німецько-радянської війни. 1941 року він закінчив Іванковецьку середню школу і подав документи для вступу до Ленінградської військово-медичної академії. Але замість цього опинився на окупованій нацистами території.
П. С. Горностай включився в роботу підпільної групи. Після арешту і страти двох підпільників групі в складі сімнадцяти чоловік вдалось добратись до партизанського з'єднання ім. В. І. Леніна, яке базувалося в Чорному лісі на Вінниччині, за 30 км від ставки Гітлера «Вервольф». Це ускладнювало боротьбу партизан, оскільки значна територія навкруги Вінниці була насичена спеціальними частинами служби безпеки, розгорнутою сіткою таємної агентури.
Наприкінці 1943 р. з'єднання переформовується в кавалерійську бригаду ім. В. І. Леніна на чолі з майором М. І. Владимировим і спільно і з Сумським з'єднанням полковника Я. І. Мельника, яке в ці дні перебазувались із житомирських лісів до Чорного лісу, вирушає рейдом по Вінницькій та Хмельницькій областях.
У складі партизанського загону ім. О. В. Суворова кавалерійської бригади П. С. Горностай брав участь в усіх бойових операціях партизан. В одній з них він відбив у фашистів станковий кулемет і відтоді став кулеметником. У 1944 р. партизанське з'єднання вливається в ряди Червоної Армії. Горностай брав участь у боях на Третьому Білоруському фронті, де в січні 1945 року був важко поранений. Після одужання був відправлений на Перший Український фронт, брав участь в розгромі фашистських військ на території Німеччини, у визволенні Чехословаччини, де він і зустрів Перемогу.

### Післявоєнні роки
Демобілізувавшись в 1947 р. з армії, П. С. Горностай вступив на фізичний факультет Київського державного університету імені Т. Г. Шевченка і одночасно слухав лекції з психології професора Г. С. Костюка в Київському педінституті імені О. М. Горького (нині Національний педагогічний університет імені Михайла Драгоманова). Захопившись психологією, залишив університет і перейшов навчатися до педінституту на спеціальність «Педагогіка та психологія», включився в наукову роботу студентів, став переможцем республіканського, а згодом і Всесоюзного конкурсу студентських наукових праць з психології, за що одержав похвальну грамоту Міністерства ВССО СРСР, став сталінським стипендіатом.
Закінчивши з відзнакою інститут, П. С. Горностай дістав направлення до Бердичівського педагогічного інституту на посаду викладача кафедри педагогіки та психології. В 1955 р. вступив до аспірантури Науково-дослідного інституту психології Міністерства освіти УРСР (нині Інститут психології імені Григорія Костюка НАПН України), де під керівництвом Г. С. Костюка захистив кандидатську дисертацію на тему: «Вклад В. М. Бєхтєрєва в розвиток матеріалістичної психології» (1961 р.). На цю тему ним опубліковано ряд праць. Наступного року йому було надано наукове звання доцента.
У Бердичівському педінституті П. С. Горностай обіймав посади старшого викладача, завідувача кафедри педагогіки та психології, проректора з навчальної та наукової роботи, а згодом і ректора.
У 1967 р. за власним проханням його було переведено в Черкаський педагогічний інститут, у якому він працював завідувачем кафедри психології, а потім проректором з навчальної роботи.

### Робота в Житомирському університеті
У 1973 році П. С. Горностай був призначений на посаду ректора Житомирського педагогічного інституту (нині — Житомирський державний університет імені Івана Франка), яку він обіймав по 1986 р.
Він був вимогливим керівником і вмілим організатором, за часів його ректорства інститут став одним із провідних закладів підготовки педагогічних кадрів України. Багато уваги приділяв громадській роботі, працюючи в Житомирському обкомі КПРС, Житомирській обласній раді народних депутатів, Житомирському відділенні товариства «Знання» та інших громадських організаціях.
П. С. Горностай опікувався зміцненням навчально-матеріальної бази інституту, розпочав будівництво нового корпусу майбутнього університету, в якому нині знаходиться декілька підрозділів, в тому числі і новостворений соціально-психологічний факультет. Він дбав про поліпшення якісного складу науково-педагогічних кадрів, підвищення їхньої кваліфікації, розвиток науково-дослідної роботи викладачів і студентів. Він був талановитим лектором. Його студенти систематично займали призові місця на Всеукраїнських олімпіадах з психології.
Після виходу в 1986 р. на пенсію, будучи інвалідом Великої Вітчизняної війни II групи, П. С. Горностай і далі працював доцентом кафедри психології Житомирського педагогічного університету імені І. Я. Франка, засновником і першим завідувачем якої він був.
Помер П. С. Горностай 11 березня 2005 р. у Житомирі після другого інсульту.

## Сім'я
У 1949 році П. С. Горностай одружився з Марією Аврамівною Кривенко (1925—2002), з якою прожив у шлюбі все життя. Діти — Інна Набокова (1951—2011) та Павло Горностай. Онуки — Ірина Чеботар, Марина Набокова, Марія Горностай, Катерина Горностай, Максим Горностай (1999—2023). Правнуки — Дар'я Чеботар, Олег Чеботар.

## Наукова діяльність
У кандидатській дисертації П. С. Горностай вперше у вітчизняній психології всебічно дослідив історичний внесок В. М. Бехтерєва у розвиток психологічної науки, обґрунтував його значення для основних галузей психології, зокрема — загальної та медичної психології, психології особистості, мислення, вікової та педагогічної психології, психології праці.
П. С. Горностай розробляв проблеми теорії та практики вікової та педагогічної психології, зокрема — проблеми розвитку педагогічних здібностей, психологічної готовності до педагогічної діяльності, професійно-педагогічної орієнтації. Його цікавили питання психології вищої школи, зокрема проблема поліпшення психологічної підготовки студентів педвузу як умови виховання творчого вчителя, формування педагогічної компетентності у студентів.
У колі його наукових інтересів були проблеми методики викладання психології, професіографії педагогічної діяльності, він автор та співавтор багатьох навчальних та методичних посібників, збірників контрольних робіт, навчальних програм тощо. Працюючи на адміністративних посадах, П. С. Горностай зумів опублікувати біля сімдесяти наукових праць.

### Основні наукові праці
- Горностай П. С. Вклад В. М. Бехтерева в развитие материалистической психологи: автореф… канд. пед. наук (по психологи). / П. С. Горностай. — К., 1961. — 22 с.;
- Горностай П. С. В. М. Бехтерєв — видатний вітчизняний психолог, К., 1957;
- Горностай П. С. Видатний вклад в розвиток матеріалістичної психології (до І00-річчя з дня народження В. М. Бехтерева) // Радянська школа. — № 2. — 1957.
- Горностай П. С. Вклад В. М. Бехтерєва в розвиток матеріалістичної психології // Нариси з історії вітчизняної психології кінця XIX — початок XX ст. — К., 1959.
- Горностай П. С. Питання мислення і мовлення в психологічній спадщині В. М. Бехтерєва // Наукові записки науково-дослідного Інституту психології УРСР. — Т. 1З. — К., 1959.
- Горностай П. С. Бехтерєв Владимир Михайлович // Українська Радянська енциклопедія. — Т. 1. — К., 1959.
- Горностай П. С. В. М. Бехтерєв про особистість, її розвиток і виховання // Наукові записки Бердичівського педінституту. — Т. II. — Бердичів, 1961.
- Общественно-политическая деятельность студентов пединститутов — важнейший фактор подготовки учителя. — К., 1980. (соавтор)
- Аналіз учбової та науково-дослідної діяльності педвузу — важливий фактор підвищення якості підготовки вчителів. — К., 1981. (співавтор)

## Нагороди
- Орден Вітчизняної війни 1-го ступеня
- Орден Трудового Червоного Прапора
- Орден «За мужність»
- Медаль «За відвагу»
- Медаль «За бойові заслуги»
- Медаль «За трудову доблесть»
- Медаль «В ознаменування 100-річчя з дня народження Володимира Ілліча Леніна»
- Медаль «Партизанові Вітчизняної війни» 2-го ступеня
- Медаль «За перемогу над Німеччиною у Великій Вітчизняній війні 1941—1945 рр.»
- Медаль «20 років перемоги у Великій Вітчизняній війні 1941—1945 рр.»
- Медаль «30 років перемоги у Великій Вітчизняній війні 1941—1945 рр.»
- Медаль «40 років перемоги у Великій Вітчизняній війні 1941—1945 рр.»
- Медаль «За взяття Кенігсберга»
- Медаль «Ветеран праці»
- Медаль «50 років Збройних Сил СРСР»
- Медаль «60 років Збройних Сил СРСР»
- Ювілейна медаль «50 років Перемоги у Великій Вітчизняній війні 1941—1945 рр.»
- Медаль «Маршал СРСР Жуков»
- Ювілейна медаль «60 років визволення України від фашистських загарбників»
- Медаль «А. С. Макаренко»
- Нагрудний знак «Відмінник народної освіти УРСР»